# 大石次則
大石 次則（おおいし つぐのり、1959年（昭和34年）5月31日 - ）は、日本の実業家。東急百貨店代表取締役社長。東京都出身。

## 人物・経歴
1983年（昭和58年）学習院大学経済学部卒業後、東京急行電鉄入社。
東急グループでまちづくり、リテール事業、ショッピングセンターの設置・運営などを担当し、2001年（平成13年）たまプラーザ東急SC等の運営を担う東急マーチャンダイジングアンドマネージメント（現：東急モールズデベロップメント）の取締役に選任され、2003年同常務、2005年同専務。2006年（平成18年）4月1日、東急商業開発が東急マーチャンダイジングアンドマネージメントを吸収合併し、東急モールズデベロップメントが発足すると常務となる。
2007年（平成19年）東京急行電鉄リテール事業本部商業運営部統括部長、2008年同開発事業本部資産活用事業部商業部統括部長、2010年同都市生活創造本部ビル事業部商業部統括部長。
2011年4月、東急モールズデベロップメント社長。
2014年（平成26年）東京急行電鉄都市開発事業本部都市戦略事業部副事業部長、2015年同執行役員執行役員都市創造本部運営事業部長。
2018年（平成30年）2月、東急百貨店社長に就任する。